# 신내로
신내로는 서울특별시 중랑구 망우동에서 신내동을 거쳐 묵동까지 연결되는 서울특별시도로, 총 연장은 2.915 km이다. 도로의 명칭이 유래된 것은 자연부락인 "신현마을"과 "내곡마을"의 앞 글자를 합쳐서 지었으며, 서울특별시도 제5119호선의 일부를 이룬다.

## 역사
- 2010년 6월 10일 : 도로명으로 신내로를 고시

## 주요 경유지
- 중랑구
  - 망우동 - 신내동 - 묵동

## 접촉하는 도로
- 망우로 (서울특별시도 제51호선)
- 봉화산로
- 숙선옹주로
- 화랑로 (서울특별시도 제52호선)
- 북부간선도로 (서울특별시도 제03호선)

## 철도 연계역
- ● 서울 지하철 6호선 : 봉화산역, 화랑대역